# Mahamane Brah
Mahamane Brah (* 11. Juni 1944 in Zinder; auch Mahaman Brah, Mamane Brah) ist ein nigrischer Politiker und Diplomat.

## Leben
Mahamane Brah stammt aus dem Stadtviertel Birni in Zinder und gehört der Volksgruppe der Hausa an. Er ist ausgebildeter Agraringenieur. Von 1972 bis 1973 fungierte er als Präsident der Schüler- und Studierendenorganisation Union des Scolaires Nigériens. In dieser Zeit kam es ausgehend von nigrischen Bildungseinrichtungen zu einer bedeutenden Streikbewegung, auf die die Regierung von Staatspräsident Hamani Diori für lange Zeit kaum mit Repressionen reagierte. Erst kurz vor dem Sturz des Regimes, am 31. Januar 1974, gab es Gerichtsurteile wegen Verstößen gegen die staatliche Sicherheit. Zu den Verurteilten zählten Mahamane Brah und einige weitere Persönlichkeiten, die später zur Elite des Landes gehörten, darunter Boubé Gado, Foumakoye Gado, Mahamadou Issoufou, Issoufou Katambé, Mahamadou Karidio, Adji Kirgam und Nassirou Sabo. Nachdem sich Seyni Kountché am 15. April 1974 zum Staatschef geputscht hatte, wurden die Urteile am 3. Juli 1974 aufgehoben.
Seyni Kountché ernannte am 21. Februar 1976 Boulama Manga zum Minister für ländliche Entwicklung und holte Mahamane Brah als dessen Staatssekretär für ländliche Entwicklung in seine Regierung. Am 5. September 1978 übernahm Brah Mangas Ministeramt. Brah, der als einflussreicher Technokrat galt, arbeitete 1979 eine Struktur für die „Entwicklungsgesellschaft“ aus, das angestrebte Gesellschaftsmodell des Kountché-Regimes. Am 8. Februar 1981 wurde er als Nachfolger von  Annou Mahaman zum Planungsminister gemacht. Minister für ländliche Entwicklung wurde Ari Toubo Ibrahim. Brah wurde für das Scheitern der zentralistischen Planung der „Entwicklungsgesellschaft“ und groß angelegter Projekte zur Produktivitätssteigerung verantwortlich gemacht. Am 14. Juni 1982 musste er das Amt des Planungsministers wieder an Annou Mahaman abgeben. Er wurde stattdessen in der Nachfolge von Abdou Malam Moussa mit der Funktion des Ministers für Post und Telekommunikation betraut. Er schied am 14. November 1983 aus Kountchés Regierung aus. Sein Ministeramt für Post und Telekommunikation hatte nunmehr Salaou Barmou inne.
Mahamane Brah wirkte von 1984 bis 1990 als Exekutivsekretär des Ständigen zwischenstaatlichen Komitees zur Bekämpfung der Dürre im Sahel (CILSS). Die Wahl Brahs galt als einer der großen diplomatischen Erfolge des Kountché-Regimes, neben den Platzierungen von Idé Oumarou als Generalsekretär der Organisation für Afrikanische Einheit und von Hamid Algabid als Generalsekretär der Organisation der Islamischen Konferenz. In den 1990er Jahren leitete Brah zunächst eine bei der Afrikanischen Entwicklungsbank in Abidjan angesiedelte informelle Studien- und Forschungsgruppe für Wissensmanagement zu Handelsfragen. Er wurde Mitglied der Partei CDS-Rahama des 1993 demokratisch gewählten nigrischen Staatspräsidenten Mahamane Ousmane.
Nach dem Sturz Mahamane Ousmanes durch einen Militärputsch holte der neue Staatschef Ibrahim Baré Maïnassara Mahamane Brah in seine am 1. Februar 1996 gebildete erste Regierung, wo er als Minister für ländliche Entwicklung, Wasserbau und Umwelt fungierte. Das Ressort für ländliche Entwicklung hatte es in der Vorgängerregierung nicht gegeben. Minister für Wasserbau und Umwelt war Sahadou Bawa gewesen. Am 23. August 1996 wurde Kada Aboubacar Labo Minister für Wasserbau und Umwelt (ohne ländliche Entwicklung) und Brah Minister für Landwirtschaft und Viehzucht, wobei diese Ressorts neu geschaffen wurden. Er musste diese am 21. Dezember 1996 an Akoli Daouel abgeben, um stattdessen statt Kada Aboubacar Labo wieder Minister für Wasserbau und Umwelt zu werden. In der Regierung vom 1. Dezember 1997 war er nicht mehr vertreten, Minister für Wasserbau und Umwelt wurde Harouna Niandou. Brah wurde am 6. April 1998 in der Nachfolge von Ahmed René Joly zum Botschafter Nigers in Nigeria ernannt. Sein Nachfolger in dieser Funktion wurde der am 18. Juni 2002 ernannte Moussa Ibrahim.

## Ehrungen
- Offizier des Nationalordens von Obervolta (1978)[11]